# Karbatsche

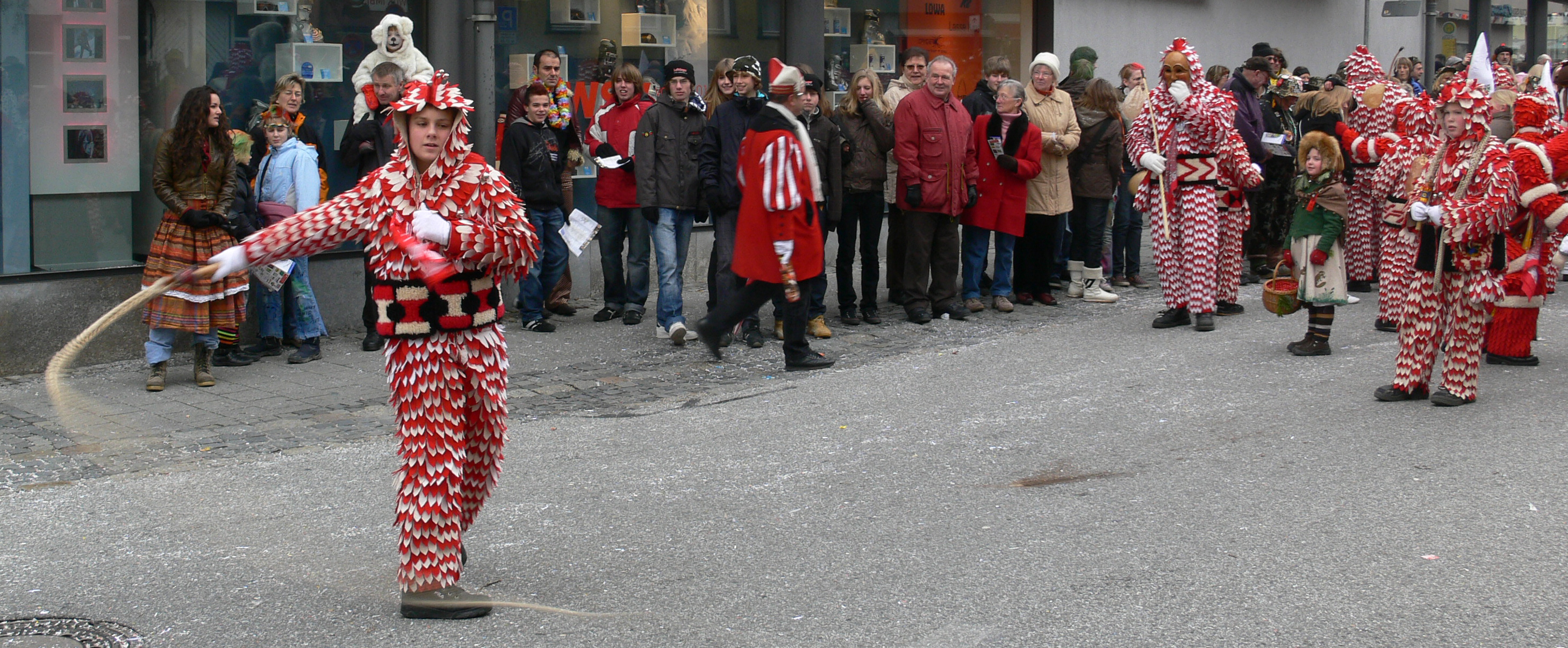
Karbatschenschneller der „Plätzlerzunft“ Weingarten

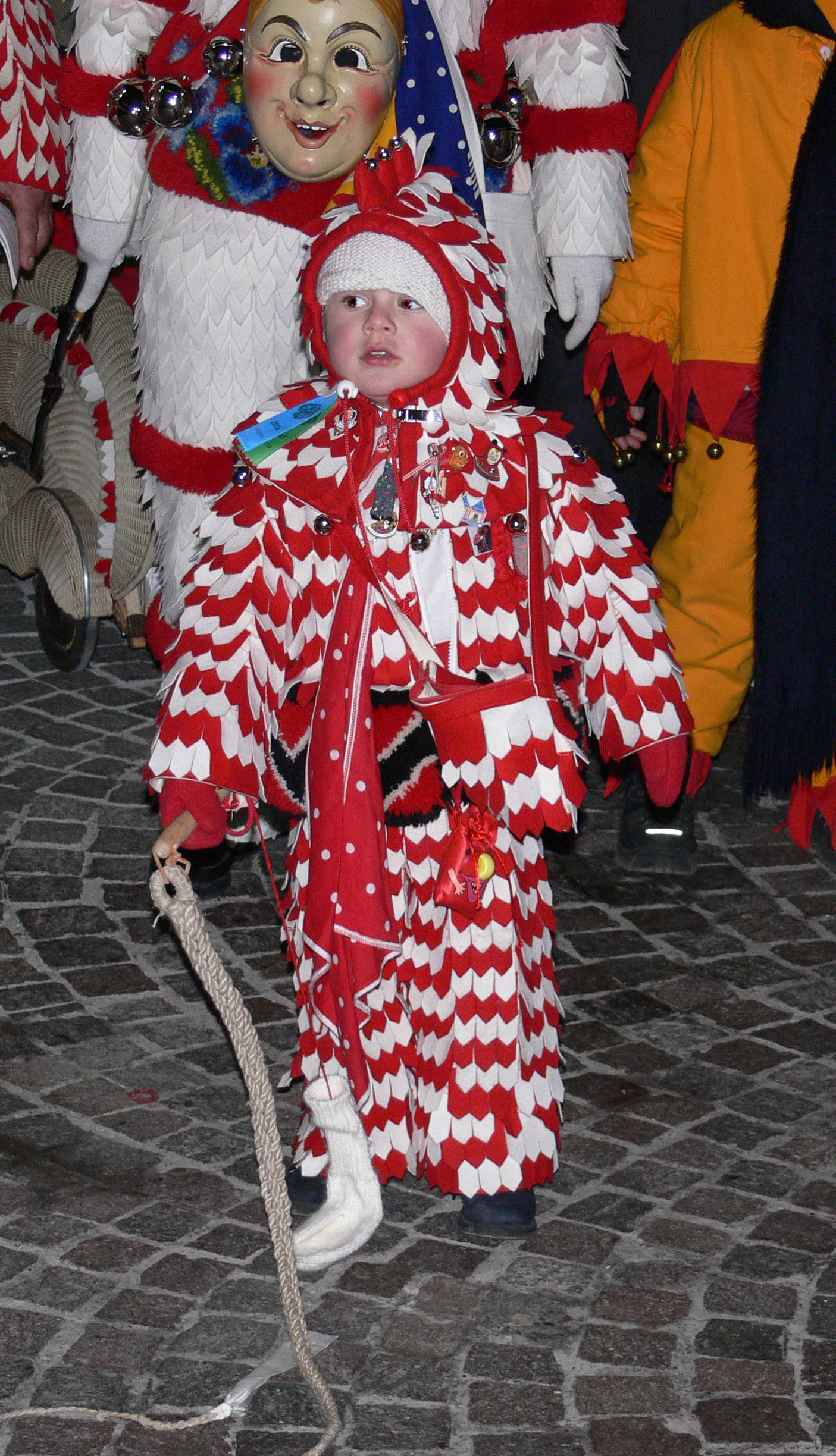
Kind im Narrenhäs der „Plätzlerzunft“ mit Karbatsche

Eine Karbatsche ist eine aus ledernen Riemen oder Hanfseilen geflochtene Peitsche mit einem kurzen Holzstiel.

## Herkunft
Der Name stammt von der türkischen  Bezeichnung kırbaç mit der Bedeutung „Peitsche“ ab. Karbatschen werden heute überwiegend durch Seilereien im oberschwäbischen Raum vertrieben. Die Herstellung hat sich seit Jahrhunderten kaum verändert.
In der Schweiz wird die Peitsche „Karawatsche“ genannt.

## Anwendung
Die Karbatsche diente ursprünglich dem Viehtrieb. Heute ist sie vor allem in der Fasnacht am Bodensee und in Oberschwaben (Fasnet) zu finden, wie beispielsweise in Weingarten bei der Plätzlerzunft, in Pfullendorf bei der Schnellergilde, in Markdorf, Konstanz, Überlingen oder in Stockach.

## Schnellen
Beim „Schnellen“ schwingt der „Schneller“ die Karbatsche über dem Kopf in eine Richtung, dann dreht er seinen Körper mit in die Richtung des Schwungs, um dann, wenn die Karbatsche sich schon fast hinter ihm befindet, sie mit ganzem Körpereinsatz in die entgegengesetzte Richtung zu ziehen. Dieses „Zurückziehen“ wird in der anderen Richtung wiederholt und der Bewegungsablauf beginnt von neuem. Das am äußeren Ende eingeflochtene Nylonbändchen durchbricht hierbei jedes Mal die Schallmauer und knallt mit dem typischen Peitschenknall.
Die Karbatsche beschreibt durch diesen Bewegungsablauf in etwa eine Acht über dem Kopf des Schnellers. Die eigentliche Kunst beim Schnellen besteht darin, durch eine ausgefeilte Technik die Karbatsche mit wenig Kraft zu bewegen und einen möglichst lauten Knall herbeizuführen. Geübte Schneller können 5 Minuten und länger mit ihrer Karbatsche schnellen, bevor sie die Kraft verlässt. Mehrere Schneller können auch versuchen, beim gleichzeitigen Schnellen ihre Karbatschen in einem bestimmen Rhythmus knallen  zu lassen.

## Bräuche
- Im Rupertiwinkel und angrenzenden Salzburger Flachgau findet vom Stephanitag (26. Dezember) bis zum Faschingsdienstag das Aperschnalzen statt.
- Beim Wolfauslassen im Bayerischen Wald wird ebenfalls mit einer Peitsche geknallt.
- Am Frauenfelder Bechtelistag[4] sind neben dem „Chellewybli“ und dem „Wilde Ma“ auch die „Karawatschler“ unterwegs.  Die drei Sujets gehören zu den Traditionsfiguren des Bechtelistags.